# Midlothian (Texas)
Midlothian é uma cidade localizada no estado norte-americano do Texas, no Condado de Ellis.

## Demografia
Segundo o censo norte-americano de 2000, a sua população era de 7480 habitantes.
Em 2006, foi estimada uma população de 14.452, um aumento de 6972 (93.2%).

## Geografia
De acordo com o United States Census Bureau tem uma área de
98,2 km², dos quais 97,7 km² cobertos por terra e 0,5 km² cobertos por água. Midlothian localiza-se a aproximadamente 176 m acima do nível do mar.

## Localidades na vizinhança
O diagrama seguinte representa as localidades num raio de 16 km ao redor de Midlothian.